# Ultraman (serie de televisión)
Ultraman (ウルトラマン Urutoraman?) es una serie de televisión de ciencia ficción tokusatsu japonesa creada por Eiji Tsuburaya.
El programa fue producido por Tsuburaya Productions y fue emitido por el Tokyo Broadcasting System (TBS) del 17 de julio de 1966 al 9 de abril de 1967 con un total de 39 episodios (además de un especial que se emitió el 10 de julio de 1966).
Es una continuación de Ultra Q, aunque técnicamente no es una secuela o un spin-off. Ultraman es la primera serie que presenta al personaje Ultraman, y es la segunda entrega de la franquicia Ultraseries.
Una serie de manga del mismo nombre que sirve como secuela de la serie de televisión comenzó a publicarse en octubre de 2011, y recibió una adaptación al anime a partir de abril de 2019. En mayo de 2022, Toho lanzó Shin Ultraman, una reinvención de la serie dirigida por Shinji Higuchi.

## Concepto de Ultraman

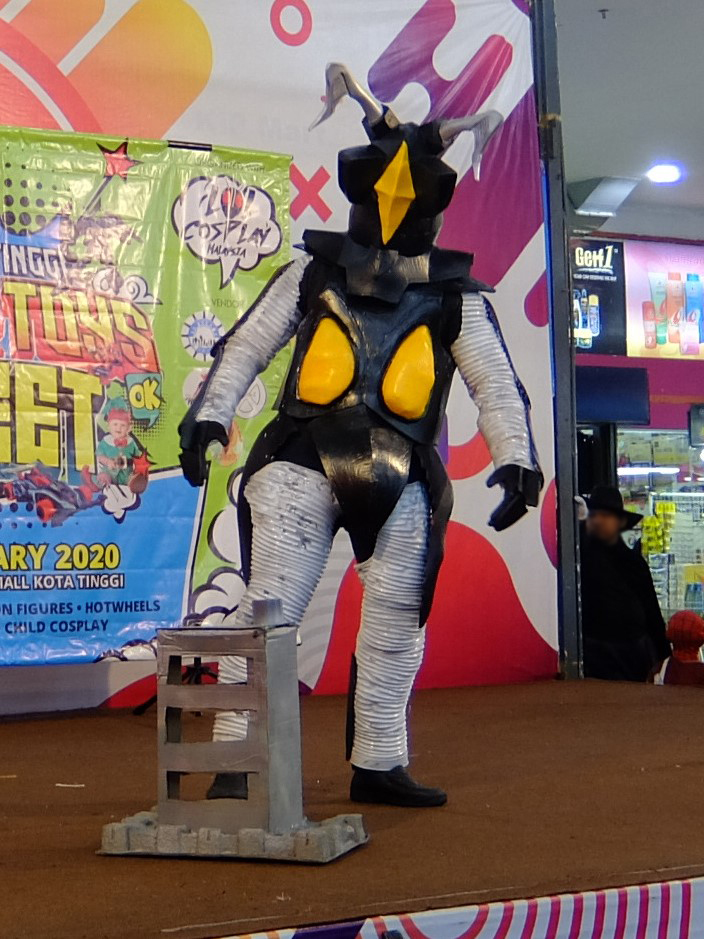
Cosplay de Zetton en Kota Tinggi Cos & Toys Meet 2020

Ultraman es la designación genérica que se da a los habitantes nativos del planeta Ultra, un mundo antiguo y avanzado donde los seres que lo habitan se caracterizan por poseer cuerpos de gran tamaño de color plateado con marcas rojas o azules y cabezas ovaladas con crestas y grandes ojos insectoides y una gema de poder en su pecho; aunque lo más común es ver Ultraman masculinos la población del planeta es mixta.
Los Ultraman son seres pacíficos, amables y de gran sabiduría, sin embargo poseen un gran poder que los hace peligrosos rivales a la hora de combatir, por estas características es que durante muchos siglos se han dedicado a mantener el orden y la paz en el universo, enfrentando diversos peligros que amenazan a planetas desvalidos o a la totalidad del cosmos. Es por ello que en muchas ocasiones han visitado la Tierra cuando algún peligro la amenaza.
Por lo usual cuando es necesario para un Ultraman visitar la Tierra selecciona a un humano apto con quien fusionarse y permanece en estado pasivo dentro de su cuerpo, también dota al humano de un dispositivo con el cual puede transformarse en él y liberar todos sus poderes. Esta medida se debe a que el ambiente de la Tierra y el del planeta Ultra son demasiado diferentes, además la atmósfera terrícola está demasiado contaminada, por lo que un Ultraman solo sobrevive algunos minutos antes de morir intoxicado.Aunque hay excepciones, como, el Ultraman Noa o Ultraman King, que pueden permanecer en la Tierra sin límites.

## Ultraman Hayata en Hispanoamérica
En México hizo su primera aparición en 1966, en donde el primer Ultraman era un ente solitario que aparecía cuando Hayata, el héroe de la Patrulla Científica, moría en un accidente en su nave. Es entonces cuando Ultraman decide resucitar a Hayata y lo conmina a proteger a la humanidad indicándole que ahora él y Hayata serán uno sólo. También le indica que cada vez que necesite transformarse en Ultraman necesitará de utilizar una cápsula llamada "cápsula beta", sobre todo cuando los monstruos estuviesen destruyéndolo todo. Aunque los capítulos se grabaron en color, en esta época en México la mayoría de los capítulos iniciales aparecían en blanco y negro, aunque los finales de esta primera versión terminaron apareciendo a colores.
Más adelante a mediados de los 70, en México por XHGC, Canal 5, apareció la segunda versión de Ultraman, este era prácticamente igual al anterior pero con otro grabado diferente en su cuerpo, el cual parecía ser un traje de neopreno terminado en colores plata y rojo, colores que caracterizaron a la mayoría de los ultras.
Más o menos en la misma época, y de manera simultánea, se envían a México los primeros capítulos del nuevo héroe de la serie ultra, cuyo nombre era "Ultraseven" o "Ultra Siete" quien, a diferencia de Ultraman, tenía una fisiología un poco diferente, como por ejemplo los ojos como lámparas en forma trapezoidal, distintos de la forma ovalada de Ultraman. El formato de la historia era exactamente el mismo: Un agente policiaco (Dan Moroboshi) se convertía en ultraseven cada vez que el peligro acechaba, pero en lugar de cápsula beta utilizaba unas gafas especiales.
En el último capítulo, Ultraman es derrotado por un monstruo llamado Zetton que más tarde sería destruido por la Patrulla Científica. Luego aparecería un nuevo Ultra, Zoffy, que ve el estado en el que se encuentra Ultraman tras ser derrotado, y decide separarlo de Hayata y llevárselo de vuelta a Nebula M-78. Hayata, algo confundido, apenas se da cuenta de que ya no es Ultraman. Mientras, en el espacio, Ultraman recupera la conciencia, y junto a Zoffy, emprenden vuelo a Nebula M-78
Los episodios de Ultraman y Utraseven no volvieron a ser trasmitidos por Canal 5 a pesar de la enorme exigencia del público para que esto sucediera. Aparentemente, en el fatídico evento del terremoto en México de 1985, Al derrumbarse gran parte de la sede de la empresa Televisa, s.a. (Televicentro) se destruyeron los Video-Tapes y Masters de ambas series y algunas otras como la Señorita Cometa y Tritón, razón por la que la famosa "Gerencia" del Canal 5 nunca atendió los deseos del público, y en si Televisa nunca hizo nada por recuperar o volver a doblar alguno de las series japonesas que tuvo en su poder para el mercado latinoamericano, siendo también una cuestión de ineficacia en la gestión de la televisora de San Ángel. No fue sino hasta los 90 que se volvió saber del personaje en México con la trasmisión de Ultramán Tiga en Imevision. En 1993 se vuelve a trasmitir la serie original, ahora por en TV Azteca aunque por lógica esta ya tuvo un nuevo doblaje con nuevos talentos de voz.
Con el nuevo doblaje, la serie es popular entre el público tanto infantil de nueva generación, a quienes sus padres les enseñaron la serie, como los fanáticos que crecieron con ella, por lo que aun hoy en día Ultraman es recordado. Así como otro tanto de series japonesas que en su momento se distribuyeran pero que tras su pérdida en el ya mencionado Terremoto de México de 1985 se creía que ya estaban olvidadas cuando realmente no fue así y permitió su reaparición.
A partir del año 2007 está disponible en DVD en Chile y Sudamérica por ANIME KINGDOM, filiales Argentina y Chile, bajo el sello FILMAX CHILE.

## Ultraman Hayata en España
El fenómeno Ultraman no llegó a España hasta principios de la década de los 90, cuando Televisión Española adquirió los derechos de emisión de diversas series de Ultraman. El 5 de abril de 1993 comenzó la emisión de la primera serie de Ultraman en el programa infantil Pinnic, emitido por TVE-1 a las 18:05h, con el episodio "Operación Ultra número 1". Se emitió diariamente en ese horario hasta el 20 de abril de 1993, cuando pasó a emitirse diariamente en la versión matinal del programma Pinnic, a las 9:30h en TVE-1. La serie se emitió doblada al castellano, con un logotipo y secuencia de créditos iniciales creada por Televisión Española a base de segmentos de los primeros tres episodios de la serie y respetando la canción original japonesa con subtítulos.
Todas bajo el nombre genérico de Ultraman, Televisión española emitió las series Ultraman (1966), El regreso de Ultraman (1971), Ultra Seven (1967), Ultraman: Towards the Future/Great (1990), Ultraman: The Ultimate Hero/Powered (1993) y algunos episodios de Ultraman Leo (1974). Fueron repitiéndose en distintos horarios y se mantuvieron en antena hasta el 30 de mayo de 1998. Posteriormente, pasaron a emitirse en canales autonómicos de toda España, como por ejemplo el Canal 26 de Castellón.
Antes de las emisiones de Televisión Española, el único contacto de los espectadores españoles con el universo de Ultraman había sido la edición en vídeo en 1987 de ocho episodios de la serie de animación japonesa "The Ultraman" (también conocida como "Ultraman Jonias") en formato VHS y Betamax. Los episodios estaban compilados en dos cintas separadas con cuatro episodios en cada una: "Las aventuras de Ultraman" (episodios 47-50) y "Ultraman II" (episodios 1-4), ambas editadas por la empresa I.V.E.

### Episodios
Títulos de los episodios en la emisión de Televisa:
1. Operación Ultraman (originalmente "Ultra Operación #1") (Ultraman vs Bemular)
2. Disparen al invasor espacial (originalmente "¡Ataquen a los invasores!") (Ultraman vs Baltan)
3. ¡vamos, agentes de la CIA! (originalmente "¡Adelante Patrulla Antimonstruos!") (Ultraman vs Neronga)
4. El monstruo radioactivo (originalmente "5 segundos antes de la detonación") (Ultraman vs Ragon)
5. El monstruo verde (originalmente "el secreto del Miroganda") (Ultraman vs Greenmons)
6. Granos de cacao (originalmente "protejan el carguero de cacao") (Ultraman vs Gesura)
7. La Piedra Azul (originalmente "la piedra azul de Baraj") (Ultraman vs Antlar)
8. Donde gobiernan los monstruos (originalmente "La Zona Indómita") (Ultraman vs Red King)
9. Operación ataque relámpago (originalmente "operación: Relámpago") (Ultraman vs Gabora)
10. El científico malvado (originalmente "el dinosaurio del lago") (Ultraman vs Jirass)
11. El meteorito extraño (originalmente "el extraño del espacio exterior") (Ultraman vs Gyango)
12. la momia egipta (originalmente "el llanto de la momia") (Ultraman vs Dodongo)
13. El monstruo devorador (originalmente "problema de aceite") (Ultraman "vs" Pestar)
14. La perla (originalmente "la bestia devoraperlas") (Ultraman "vs" Gamakujira)
15. Los terribles rayos cósmicos (originalmente "los rayos cósmicos del terror") (Ultraman vs Gavadon)
16. Llamando al espacio (originalmente "la Patrulla Antimonstruos al espacio") (Ultraman vs Baltan II)
17. Al infinito y más allá (originalmente "pasaporte a la infinidad") (Ultraman vs Bulton)
18. Hermanos espaciales (originalmente "el hermano de otro planeta") (Ultraman vs Zarab)
19. Resurrección de los demonios (originalmente "las bestias otra vez") (Ultraman vs Aboras)
20. Autopista 87 (originalmente "terror en la Ruta 87") (Ultraman vs Hydra)
21. El monstruo de humo (originalmente "¡tras la barrera de humo!") (Ultraman vs Kemular)
22. Destrullan a la Tierra (originalmente "el plan de ataque subterráneo") (Ultraman vs Telesdon)
23. Tierra natal (originalmente "la Tierra es mi hogar") (Ultraman vs Jamila)
24. La base científica (originalmente "el centro científico submarino") (Ultraman vs Gubira)
25. Un misterioso Twifon (originalmente "el temido cometa Cifón") (Ultraman vs Red King)
26. El príncipe de los monstruos, 1.º parte (Ultraman vs Gomora)
27. El príncipe de los monstruos, 2.º parte (Ultraman vs Gomora)
28. Humano 5-6 (originalmente "muestras humanas 5 y 6") (Ultraman vs Dada)
29. En el centro de la Tierra. (Ultraman vs Goldon)
30. Un fantasma en la montaña. (Ultraman vs Woo)
31. Planta mortal (originalmente "¡¿quién ha llegado!?") (Ultraman vs Keronia)
32. Interminables contraataques (Ultraman vs Zambolar)
33. Malas palabras (originalmente "las palabras prohibidas") (Ultraman vs Mephilas)
34. El regalo del cielo (originalmente "un regalo desde el Cielo") (Ultraman vs Skydon)
35. El cementerio terrorífico (originalmente "la Tumba de los Monstruos") (Ultraman vs Seabozu)
36. No dispares, Arashi (Ultraman vs Zaragas)
37. Un pequeño gran héroe (Ultraman vs Geronimon)
38. Rescaten a la nave espacial (Ultraman vs Kiira)
39. Adiós, Ultraman Hayata (originalmente "¡hasta luego, Ultraman!" (Ultraman vs Zetton)

## Doblaje (México)
| Personaje                      | Actor original      | Actor de doblaje              |
| ------------------------------ | ------------------- | ----------------------------- |
| Shin Hayata                    | Susumu Kurobe       | Miguel Córcega                |
| Captain Toshio "Cap" Muramatsu | Akiji Kobayashi     | Carlos Rotzinger              |
| Akashi (Daisuke Arashi)        | Sandayū Dokumamushi | Armando Coria Sr.             |
| Ito (Mitsuhiro Ide)            | Masanari Nihei      | Carlos Becerril               |
| Akiko Fuji                     | Hiroko Sakurai      | María Santander               |
| Isamu Hoshino (niño)           | Akihide Tsuzawa     | María Antonieta de las Nieves |
| Ministro                       | Akihiko Hirata      | Jorge Mateos                  |
| Narrador                       | N/A                 | Francisco Colmenero           |

| Predecesor: Ultra Q | Ultraseries 1966 | Sucesor: Ultraseven |